# Taczanowskia yasuni
Espèce
Taczanowskia yasuni est une espèce d'araignées aranéomorphes de la famille des Araneidae.

## Distribution
Cette espèce est endémique de la province d'Orellana en Équateur,. Elle se rencontre  vers Onkone.

## Description
La femelle holotype mesure 5,13 mm.

## Systématique et taxinomie
Cette espèce a été décrite par en Díaz-Guevara, Macías-Tulcán & Galvis, 2024.

## Étymologie
Son nom d'espèce lui a été donné en référence au lieu de sa découverte, le parc national Yasuni.

## Publication originale
- Díaz-Guevara, Macías-Tulcán & Galvis, 2024 : « Taczanowskia yasuni new species: a new enigmatic species of spider (Araneidae) from the Ecuadorian Amazon canopy. » Zootaxa, no 5397(2), p. 295-300.